# Blütenhülle

Schematische Darstellung einer Blüte mit perigyner Blütenhülle (= „mittelständiger“ Fruchtknoten):
1. Blütenboden (Receptaculum)
2. Kelchblätter (Sepalen)
3. Kronblätter (Petalen)
4. Staubblätter (Stamina)
5. Stempel (Pistill)

Die Blütenhülle oder das Perianth ist die Gesamtheit der sterilen Blattorgane in der Blüte von Bedecktsamigen Pflanzen. Sie sitzt unten bzw. außen. Die Funktion der Blütenhülle ist der Schutz der fertilen Organe im Knospenstadium und die Anlockung von Bestäubern während der Anthese.

## Formen
Als ungleichförmig oder heterochlamydeisch wird eine Blütenhülle bezeichnet, die in den meist grünen Kelch (Calyx) und die meist farbige Krone (Corolla) gegliedert ist (doppeltes Perianth; dichlamydeisch) (biseriat). Eine nicht in Kelch und Krone gegliederte Blütenhülle (einfaches Perianth) wird gleichförmig genannt. Das einfache Perianth besteht aus mehreren gleichartigen Gliedern – den Tepalen – und wird auch als Perigon bezeichnet. Es kann einkreisig (mono-, haplochlamydeisch) (uniseriat) oder zwei- (dichlamydeisch) (biseriat) oder mehrkreisig sein, das mehrfache Perigon (Pseudoperigon), es ist dabei in beiden Fällen homoiochlamydeisch.
Wenn entweder die Blütenblätter oder Kelchblätter ganz fehlen, kann das einfache Perianth als mono- oder haplochlamydeisch beschrieben werden.
Fehlt die Blütenhülle, wie etwa bei der Gemeinen Esche (Fraxinus excelsior), wird die Blüte als nackt oder apo-, achlamydeisch bezeichnet.
Die Glieder der Blütenhülle können miteinander verwachsen sein. Dies nennt man beim Perigon Sym- oder Gamotepalie, beim Kelch Sym- oder Gamosepalie, bei der Krone Sym- oder Gamopetalie. Sind die einzelnen Blätter nicht verwachsen, nennt man das apo- oder choritepal, -sepal, -petal.
Es kann auch ein zusätzlicher Außenkelch (Epicalyx) vorhanden sein.

Achlamydeisch; ohne Blütenhülle
Nur ein Kreis von Blütenhüllblättern; entweder Sepale oder Petale, monochlamydeisch
Einfaches Perianth, Perigon, mono- und homoiochlamydeisch
Doppeltes Perianth, di-, diplochlamydeisch und heterochlamydeisch

## Historisches
Die Bezeichnung Perianth wurde zunächst von Jungius 1678 verwendet. Er wie auch Ray 1682 und Linné 1751 verwenden Perianth für den Kelch. Die Krone wurde damals als die eigentliche Blüte angesehen. Erst seit Mirbel 1815 wird Perianth im heutigen Sinn für die ganze Blütenhülle verwendet.